# Přestupovité
Přestupovité (Smilacaceae) je čeleď jednoděložných rostlin z řádu liliotvaré (Liliales). V současné taxonomii zahrnuje jediný rod, přestup (Smilax).

## Popis
Jsou to převážně liány nebo keře, méně často byliny, zpravidla s oddenky. U lián jsou většinou úponky, původem z řapíku. Listy jsou jednoduché, převážně střídavé, řidčeji vstřícné, řapíkaté až skoro přisedlé, většinou bez listových pochev, řidčeji s nimi. Čepel je nejčastěji kopinatá až vejčitá, obvykle kožovitá, celokrajná, většinou s dlanitou žilnatinou, 3-7 hlavních žilek spojeno sítí vedlejších. Jsou to dvoudomé rostliny. Květy jsou většinou v převislých úžlabních květenstvích, v okolících, hroznech či klasech okolíků. Květy jsou malé, okvětních lístků je 6, volné nebo srostlé v okvětní trubku, žlutavé, zelenavé až bronzové barvy. V samčích květech je většinou 6 tyčinek, v samičích někdy staminodia. Gyneceum v samičích květech je srostlé ze 3 plodolistů, čnělky jsou 3, v samčích květech může být přítomno pistillodium. Plodem je bobule, červené, oranžové, purpurové, modré nebo černé barvy,,.

## Rozšíření
Je známo asi 370 druhů, které jsou rozšířeny ve velké části světa, v tropech až subtropech s přesahem do teplejších částí mírného pásma. V Evropě však poměrně málo, v jižní Evropě roste Smilax aspera, v jihovýchodní Smilax excelsa. Kromě rozsáhlého rodu Smilax roste v Asii ještě cca 12 druhů, které jsou vyčleňovány do menšího rodu Heterosmilax, lišící se hlavně srostlými okvětními lístky. Někdy tento rod není uznáván, potom čeleď obsahuje pouze jediný rod Smilax. Rod Rhipogonum, který sem byl někdy řazen, je v systému APG II řazen do samostatné čeledi Rhipogonaceae.